# Les Flirts des Corrigans
Pour plus de détails, voir Fiche technique et Distribution.
Les Flirts des Corrigans (Chip Off the Old Block) est un film musical américain en noir et blanc réalisé par Charles Lamont, sorti en 1944. 

## Synopsis
Fils d'un homme strict de la Marine nationale, Donald Corrigan tombe amoureux de Glory, une jeune fille issue d'une famille du spectacle. Les familles s'opposent à leur idylle ...

## Fiche technique
- Titre français : Les Flirts des Corrigans
- Titre original : Chip Off the Old Block
- Réalisation : Charles Lamont
- Scénario : Eugene Conrad, Leo Townsend, Robert Arthur
- Producteur : Bernard W. Burton
- Photographie : Charles Van Enger
- Montage : Charles Maynard
- Musique : Larry Russell
- Costumes : Vera West
- Société de production : Universal Pictures
- Société de distribution : Universal Pictures
- Pays d'origine :  États-Unis
- Format : noir et blanc - 1.37:1 - son : Mono (Western Electric Recording)
- Genre : Comédie romantique et film musical
- Durée : 71 min
- Dates de sortie :
  - États-Unis : 1er février 1944
  - France : 9 janvier 1948
  - Belgique : 1er mars 1946 (Bruxelles)

## Distribution
- Donald O'Connor : Donald Corrigan
- Peggy Ryan : Peggy Flaherty
- Ann Blyth : Glory Marlow III
- Helen Vinson : Glory Marlow Jr.
- Helen Broderick : Glory Marlow Sr.
- Arthur Treacher : Quentin
- Patric Knowles : Commander Judd Corrigan
- J. Edward Bromberg : Blaney Wright
- Ernest Truex : Henry McHugh
- Minna Gombell : Milly
- Samuel S. Hinds : Dean Manning
- Irving Bacon : Prof. Frost
- Joel Kupperman : Quiz Kid
- Mantan Moreland : Porter